# 尾上多見蔵 (3代目)
三代目 尾上多見蔵（さんだいめ おのえ たみぞう、1866年2月20日〈慶応2年1月6日〉 - 1927年〈昭和2年〉1月7日）は上方の歌舞伎役者。屋号は音羽屋、定紋は吉菱。俳名は梅笑。本名は吉川 鶴之助（よしかわ つるのすけ）。
京で紀州藩家臣の子として生まれる。五代目坂東彦三郎に入門。坂東鶴之助と名乗る。1870年（明治3年）京都南座で初舞台。その後養家と不和になり離縁され1874年（明治7年）に二代目尾上多見蔵の門人となる。その後尾上多見之助の名で主に関西の舞台に立つ。しかし武士の生まれだったため役者業に劣等感をいだき、関係者をたびたび困らせたが、やがて腰を据えて役者修業に打ち込むようになる。
1918年（大正7年）2月大阪浪花座『熊谷陣屋』の熊谷で三代目尾上多見蔵を襲名。このときは初代中村鴈治郎の義経、六代目尾上梅幸の相模という豪華版で大評判となった。その後は関西歌舞伎を中心に舞台活動を続けたが鴈治郎の陰に隠れ、鳴かず飛ばずのまま終わってしまった。
最後の舞台となったのは1925年（大正14年）9月の浪花座が最後だったが、その前に出演した5月の大阪中座の『寿曾我対面』について十三代目片岡仁左衛門はその著書の中で、すでに多見蔵は体調がわるく引退同然だったが、中座の番頭が「最後になんとか華を飾らさせてやりたいのでこの舞台に出してはくれないか」と鴈治郎に頼み込み、一座で相談のうえ源頼朝で特別出演させた経緯を紹介している。この舞台は鴈治郎の曾我十郎、七代目幸四郎の曾我五郎、十一代目仁左衛門の工藤祐経、三代目雀右衛門の大磯虎、二代目延若の朝比奈三郎、六代目吉三郎の化粧坂少将、四代目我當の近江小藤太、初代扇雀の八幡三郎という、上方歌舞伎の大看板をずらりと並べた豪華配役となった。
芸風は実事や女形をこなし堅実だった。二代目實川延若は著書「延若芸話」の中で彼の芸風について
「舞台の人としてもどっかさうした出身を思はせる堅い所がありました。(中略)芸風には艶こそなかれ、中々渋くて落ち着いた所がありました。」
と評価している。
『和田合戦女舞鶴』の板額・『仮名手本忠臣蔵』の師宣・『神霊矢口渡』の頓兵衛などが当たり役。